# باول فلاهرتي
باول فلاهرتي (بالإنجليزية: Paul Flaherty)‏ هو موسيقي أمريكي، ولد في 6 نوفمبر 1948 في هارتفورد في الولايات المتحدة.

## وصلات خارجية
- باول فلاهرتي على موقع ميوزك برينز (الإنجليزية)
- باول فلاهرتي على موقع أول ميوزيك (الإنجليزية)
- باول فلاهرتي على موقع ديسكوغز (الإنجليزية)